# Tecnica del pomodoro

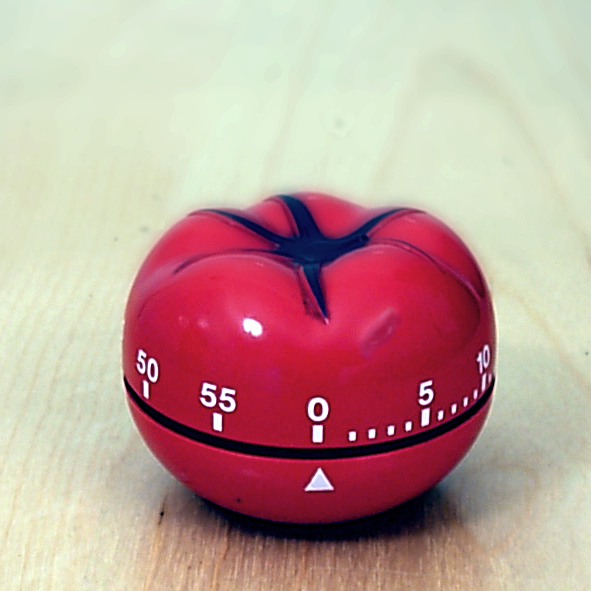
Un timer da cucina a forma di pomodoro, da cui il metodo prende il suo nome.

La tecnica del pomodoro è un metodo per la gestione del tempo nato alla fine degli anni ottanta. La tecnica utilizza un timer per suddividere il lavoro in intervalli, tradizionalmente lunghi 25 minuti, separati da brevi pause. Ogni intervallo è noto come "pomodoro", riferendosi alla forma di alcuni timer da cucina a forma di pomodoro.
La tecnica è stata ampiamente diffusa da app e siti web che forniscono timer e istruzioni su come metterla in pratica. Strettamente correlata a concetti come il timeboxing e lo sviluppo iterativo e incrementale utilizzati nella progettazione del software, questo metodo è stato adottato anche in contesti di pair programming.

## Descrizione
La tecnica è composta da sei passaggi: 
1. Si decide l'attività da svolgere.
2. Si imposta il timer pomodoro (tradizionalmente a 25 minuti).
3. Si lavora sull'attività.
4. Si termina il lavoro quando suona il timer e viene messo un segno di spunta su un foglio di carta.[3]
5. Se si hanno meno di quattro segni di spunta, si fa una breve pausa (dai 3 ai 5 minuti) e poi si torna al punto 2, altrimenti si continua con il punto 6.
6. Dopo quattro pomodori, si può fare una pausa più lunga (dai 15 ai 30 minuti), si azzera il conteggio del segno di spunta, e si torna al punto 1.

Un "pomodoro" è il nome impiegato dalla tecnica per indicare l'intervallo di tempo impiegato per effettuare un determinato compito.
Le brevi pause regolari servono per favorire l'assimilazione. Un breve riposo (3-5 minuti) separa i pomodori consecutivi. Quattro pomodori formano un "set". Tra le serie viene fatto un riposo più lungo (15-30 minuti).
Uno degli obiettivi della tecnica è ridurre l'impatto delle interruzioni interne ed esterne sulla concentrazione e sul flusso.
Un pomodoro è indivisibile; se interrotta durante un pomodoro, l'attività deve essere registrata e posticipata (utilizzando la strategia "informa - negozia - programma - richiama") oppure il pomodoro deve essere abbandonato.
Dopo il completamento dell'attività in un pomodoro, il tempo rimanente può essere dedicato ad attività come: 
1. Rivedere e modificare il lavoro appena completato.
2. Rivedere le attività da un punto di vista dell'apprendimento: cosa si è imparato? Cosa poteva essere fatto meglio o diversamente?
3. Rivedere l'elenco delle attività imminenti per i prossimi pomodori pianificati e iniziare a riflettere o aggiornare tali attività.

È consigliabile gestire i casi specifici con buon senso; se il lavoro è terminato mentre il pomodoro è ancora attivo è buona prassi sfruttare il tempo rimanente per riesaminare quanto è stato fatto apportando eventualmente dei piccoli miglioramenti.

## Strumenti
I sostenitori del metodo incoraggiano un approccio a bassa tecnologia, utilizzando un timer meccanico, della carta e una semplice matita. L'atto fisico di girare il timer conferma la determinazione dell'utente ad avviare l'attività; il ticchettio esternalizza il desiderio di completare il compito, e il suonare annuncia una pausa. Flusso e concentrazione vengono associati a questi stimoli fisici.
La tecnica ha ispirato applicativi per diverse piattaforme.

## Variazioni
Esistono molte varianti della tecnica del pomodoro, create da altre persone per adattarsi meglio al loro stile di lavoro personale. 
Alcune varianti includono: 
- Intervalli di tempo di 90 minuti. Piuttosto che un periodo di concentrazione di 25 minuti, si lavora in blocchi di 90 minuti, che è il tempo di un ciclo naturale di concentrazione.[11]
- Periodi di tempo naturali. Potrebbero esserci dei segnatempo naturali nella propria vita, che vengono usati per scandire dei periodi in cui si mantiene il focus: ad esempio, il periodo tra le riunioni, o il tempo fino a quando i propri figli o il partner non tornano a casa, o il tempo fino al termine del ciclo della lavastoviglie.[12]
- Monitorare periodi di produttività naturalmente elevata e da questi dati elaborare il miglior sistema di produttività.[13]

Tutti questi approcci preservano il principio fondamentale della tecnica del pomodoro di lavorare in periodi di tempo specifici, ma adattano i periodi per soddisfare meglio le esigenze individuali. 